# Sonja Schwarzenberger
Sonja Maria Schwarzenberger, född 20 februari 1980, är en svensk feminist, journalist, programledare och producent. Sedan hösten 2020 arbetar hon som samordnare för programverksamheten på Stockholm stadsbibliotek.
Hon har arbetat med olika produktioner inom radio och TV, bland annat som programledare för Resebyrån i SVT och Förr Liksom, ett program om historia för barn.  Hon var producent för en serie program i Sveriges Radio som uppmärksammade 30 år med HIV i Sverige, genom produktionsbolaget Rundfunk Media AB.
Tillsammans med Lawen Mohtadi var hon 2008–2010 chefredaktör för den feministiska kulturtidskriften Bang. Hon har varit programledare för P3 Kultur, Tendens, Sonjas Garderob, Kvällspasset, Packat och klart och Frank i SR-radiokanalen P3.
Sonja Schwarzenberger var en av initiativtagarna till rörelsen prataomdet som behandlade sexuella gråzoner och gränsdragningen mellan sex och sexuella övergrepp. Hon har anlitats som moderator i samtal och debatter som rör kultur, feminism, sexualpolitiska frågor och historia.[källa behövs]

## Böcker
Sonja Schwarzenberger är redaktör för boken Mor, mamma, morsan (2012) tillsammans med Roberth Ericsson.
År 2013 skrev hon Bryt Tystnaden – en handbok mot sexuella trakasserier tillsammans med juristen Naiti Del Sante på uppdrag av TCO. År 2015 kom hon ut med intervjuboken En röd stuga med en halvmåne på gaveln där hon intervjuat sex svenska profiler inom folkbildning.
Hon har även bidragit som skribent i antologierna Skitliv (2012), Prata om det (2012), Vad gör de nu? (2010) och Könskrig (2007).

## Drama
Sonja Schwarzenberger regisserade pjäserna Lyssnandet och Sov lite så känns det bättre för Radioteatern. Hon har skrivit manus till Det är Robin Hood jag vill ha som lästes in av Nour El Refai 2011 och medverkat med text till föreställningen "Prata om det" som sattes upp av Riksteatern 2012–2013.[källa behövs]
Hon belönades med 2008 års Steen Priwinpris.